# Hypogastrura manubrialis
Hypogastrura manubrialis este o specie de hexapode colembole din încrengătura Arthropoda. Are 2 mm lungime. Coloritul este albastru închis, sau violet închis. Se întâlnește în spațiile unde se cultivă ciuperci.